# Władysław Zbyszewski
Władysław Zbyszewski ps. Feliks Karp (ur. w 1834 w Skale n. Zbruczem, zm. w 1909 w Paryżu) – komandor podporucznik rosyjskiej Marynarki Wojennej, kontradmirał powstania styczniowego, od 1882 papieski hrabia.
Absolwent Akademii Morskiej w Petersburgu. Oficer zawodowy floty rosyjskiej. Dowódca korwety. Służył na Dalekim Wschodzie. Wieść o wybuchu powstania 1863 zastała go w Szanghaju, porzucił służbę, przez Stany Zjednoczone przedostał się do Francji i oddał do dyspozycji Rządu Narodowego. W październiku 1863 mianowany organizatorem Narodowych Sił Morskich – działał pod pseudonimem „Feliks Karp”. Osiągnął pierwsze sukcesy organizacyjne i dokonał zakupu sprzętu, ale Rosja ostro interweniowała w rządzie francuskim w celu storpedowania przedsięwzięcia. Brak kadr i funduszy oraz niepowodzenia powstania w kraju przekreśliły ambitne zamierzenia. W 1864 jako kapitan okrętu „Kościuszko” internowany w Hiszpanii. Służył potem w marynarce francuskiej. Po przejściu w stan spoczynku mieszkał i zmarł w Paryżu.
Zmarli powstańcy 1863 roku zostali odznaczeni przez prezydenta RP Ignacego Mościckiego 21 stycznia 1933 roku Krzyżem Niepodległości z Mieczami.
Władysław Zbyszewski jest głównym bohaterem powieści Czesława Niemczyńskiego Admirał rok 1863.